# Spectrométrie alpha
La spectrométrie alpha est une technique d'analyse utilisée en radiochimie pour déterminer l'activité (quantitative et qualitative) d'un échantillon d'émetteurs alpha.

## Problématique
On trouve des émetteurs alpha dans les principales chaînes de désintégration (Thorium 232 et 228, Uranium 238 et 233, Radium 226...), il est donc intéressant de pouvoir les analyser, mais cette analyse est compliquée par le faible trajet des particules alpha. En effet, alors que les rayons gamma peuvent traverser la matière relativement facilement (ils requièrent des blindages en plomb pour être atténués efficacement), les particules alpha sont arrêtées par le moindre obstacle : une feuille de papier ou quelques centimètres d'air y suffisent. La détection doit donc se faire au contact même de l'échantillon à analyser.

## Techniques

### Scintillation
Une méthode d'analyse possible consiste à mélanger l'échantillon à analyser avec un liquide scintillant. Les radiations ionisantes excitent les molécules du scintillant, qui émettent alors un rayonnement (généralement visible ou UV) qui est détecté et amplifié par un photomultiplicateur. Cette méthode est relativement pratique d'utilisation, mais non discriminante : les rayonnements bêta sont également détectés. L'analyse est possible s'il n'y a qu'un radionucléide en solution, dont on connaît le type de désintégration radioactive, mais elle est impossible s'il y a différents radionucléides susceptibles d'être détectés sur les mêmes plages d'énergie.

### Détection par semi-conducteur
Puisque l'air arrête les particules alpha, la détection doit se faire sous vide. L'échantillon à analyser est déposé sur un disque métallique, puis ce disque est placé dans une chambre à vide, près d'un détecteur mince à semi-conducteur. La préparation de l'échantillon peut être délicate : les radionucléides doivent être séparés de leur matrice, puis déposés (par exemple par électrodéposition) sur le disque en une couche assez fine pour ne pas interférer avec la détection. Le spectre obtenu permet d'identifier et de quantifier les radionucléides présents.